# Floresta primária

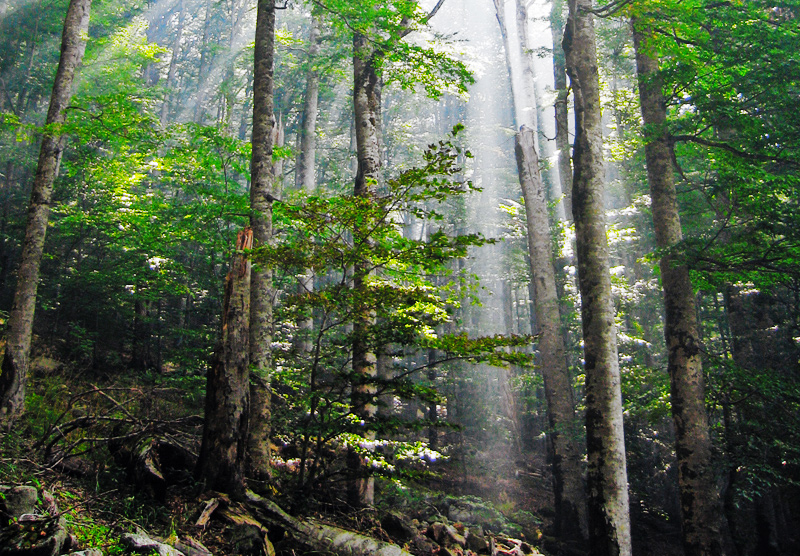
A floresta primária de faia-europeia no Parque Nacional Biogradska Gora, Montenegro

Uma floresta primária, floresta virgem, floresta primitiva, ou floresta nativa, é uma floresta antiga que, nunca tendo sofrido perturbações significativas nem sido explorada ou influenciada direta ou indiretamente pelo ser humano, exibe características ecológicas únicas, e em alguns casos pode ser classificada como uma comunidade clímax. As características incluem diversidade entre as árvores que servem como habitat de vida selvagem diversificada que leva a maior biodiversidade do ecossistema florestal. A estrutura diversificada das árvores inclui copas e clareiras de multicamadas, com árvores de alturas e diâmetros diferentes, e diversidade de espécies de árvores.

## Características
Florestas antigas tendem a ter árvores maiores, árvores mortas em pé, multicamadas de copa com lacunas resultantes das mortes de árvores individuais, e restos lenhosos no chão da floresta.
Floresta regenerada após perturbações graves, tais como incêndios, infestações de insetos ou de colheita, é frequentemente chamada de Floresta secundária até que os efeitos da perturbação não sejam mais evidentes. Dependendo da floresta, isso pode levar de um século a vários milênios. As florestas de madeira-de-lei do leste dos Estados Unidos podem desenvolver características primárias em 150-500 anos. Na Colúmbia Britânica, no Canadá, florestas primárias são definidas como tendo de 120 a 140 anos de idade no interior da província, onde incêndios são frequentes e ocorrem naturalmente. Já nas florestas tropicais que costeiam a província, florestas primárias são definidas como tendo mais de 250 anos, com algumas árvores atingindo mais de mil anos de idade. Na Austrália, os eucaliptos raramente excedem os 350 anos devido aos incêndios frequentes.

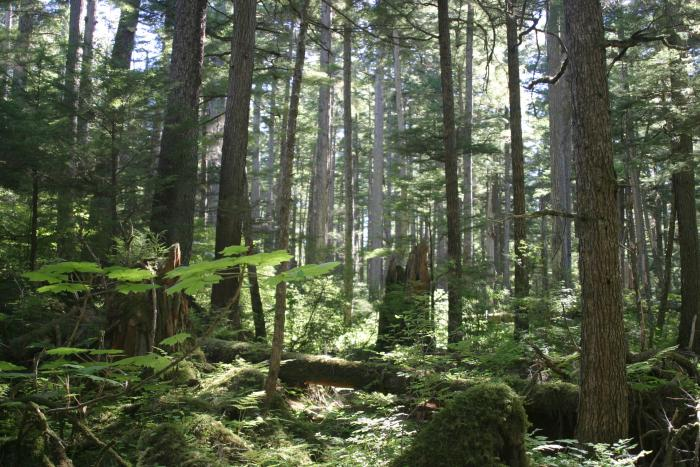
Floresta Nacional de Tongass, no Alasca

Diferentes tipos de florestas apresentam padrões de desenvolvimento, perturbações naturais e aparências bastante diferentes. Um grupo de Pseudotsuga menziesii (abeto de Douglas) poderá crescer por séculos sem quaisquer perturbações, enquanto uma floresta de Pinus ponderosa requer incêndios superficiais frequentes para reduzir os números de espécies tolerantes à sombra, e permitir a regeneração das espécies de copa. Na região de floresta boreal ocidental, perturbações catastróficas como incêndios minimizam oportunidades para grandes acúmulos de material lenhoso morto e outros vestígios associados a florestas primárias. Características típicas de florestas virgens incluem a presença de árvores velhas, sinais mínimos de perturbação por mãos humanas, grupos de árvores de idades variadas, aberturas nas copas causadas por queda de árvores, madeira morta em vários estágios de decomposição, árvores mortas ainda de pé, copas com várias camadas, solo intacto, ecossistema fúngico saudável e presença de espécies indicadoras.

### Biodiversidade

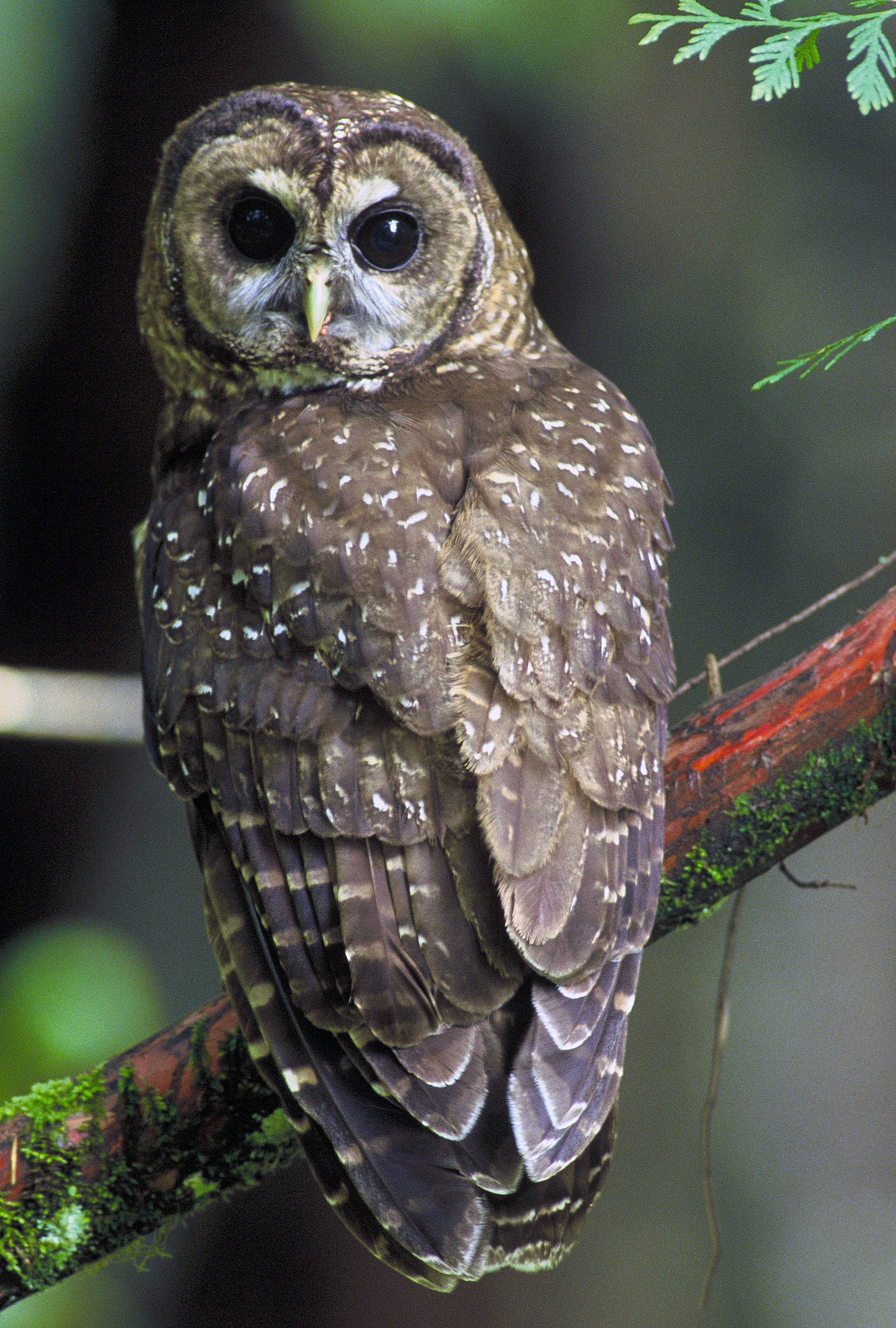
Coruja-pintada (Strix occidentalis)

Florestas primárias são frequentemente biologicamente diversas, e abrigam diversas espécies raras, ameaçadas e em perigo de plantas e animais, como a coruja-pintada e o mérgulo-marmoreado, o que as torna altamente significativas de um ponto de vista ecológico. Níveis de biodiversidade podem ser mais altos ou mais baixos em florestas primárias comparados aos de florestas secundárias, dependendo de circunstâncias específicas, diversas variáveis ambientais e geográficas. O desmatamento em florestas primárias é um problema delicado em várias partes do mundo. Sua prática em excesso contribui para a redução da biodiversidade, afetando não só a própria floresta, mas também as espécies nativas que dependem do habitat criado pelas condições características das florestas virgens.

### Diferença de idades
Uma floresta primária apresenta árvores de diversas idades diferentes, devido a um padrão de regeneração distinto visto neste tipo de floresta. Novas árvores crescem em espaços de tempo diferentes, já que cada exemplar conta com uma localização diferente relativamente à copa principal, o que faz com que cada nova árvore tenha acesso a diferentes quantidades de luz solar. A diferença de idades entre as árvores é um critério importante para assegurar que a floresta é um ecossistema relativamente estável a longo prazo. Uma floresta que atinge um clímax longo e abriga árvores de idades próximas entra em processo de senescência, e degrada rapidamente para dar origem a um novo ciclo de sucessão ecológica. Assim sendo, florestas com árvores de idades próximas são ecossistemas menos estáveis.

## No mundo
Os três principais grupos de florestas tropicais primárias estão localizados:
- Na Amazônia (América do Sul)
- Na Floresta do Congo (África)
- Na selva da Malásia

Estas incluem pelo menos dois terços das florestas do mundo.